# لوته فان بیک
لوته فان بیک (انگلیسی: Lotte van Beek؛ زادهٔ ۹ دسامبر ۱۹۹۱) اسکیت‌باز سرعت اهل هلند است.